# Mercè Rodoreda
Mercè Rodoreda i Gurguí (n. 10 octombrie 1908, Barcelona — d. 13 aprilie 1983, Girona) a fost o scriitoare spaniolă de limbă catalană. Considerată de mulți scriitoarea cea mai universală a literaturii contemporane catalane, opera sa a fost tradusă în 27 de limbi.

## Biografie
Fiică unică a cuplului Andreu și Montserrat, iubitoare a literelor, copilăria i-a fost influențată de figura bunicului matern, Pere Gurguí, care i-a inculcat o profundă mentalitate catalanistă, ce o va defini întreaga viață. În 1928, la douăzeci de ani, Rodoreda se căsătorește cu unchiul său Joan Gurguí, cu paisprezece ani mai în vârsta ca ea, cu care are unicul fiu, Jordi.
Căsătoria se dovedește a fi un dezastru. Mercé caută un spațiu de evadare din viața prea monotonă. Îl găsește în literatură. Inițiază colaborări cu diverse publicații ca La Veu de Catalunya, La Publicitatsau Mirador. Scrie și patru romane pe care, ani mai târziu, le respinge, deoarece le consideră rodul unei artiste "inexperte". Consideră valoros doar romanul Aloma(1937), deși îl rescrie complet în 1969.
Când izbucnește Războiul Civil Spaniol, Rodoreda colaborează cu Comisariatul de propagandă a "Generalitat". În 1937, Rodoreda pune final căsniciei separându-se de soțul său.
În 1939 se exilează în Franța. Rodoreda crede că exilul va fi pentru scurt timp, așa că își lasă fiul în grija mamei ei. Se instalează la periferia Parisului, și de acolo, cu venirea nemților la începutul celui de-al doilea Război Mondial va fugi, pentru a se stabili în Bordeaux. Ulterior se mută în Elveția, mai precis în Geneva, unde se instalează împreună cu partenerul său sentimental Armand Obiols, pseudonim al criticului literar Joan Prat.
În acest oraș scrie (1960) opera sa cea mai aclamata, La plaça del diamant(Piața Diamantului), considerat cel mai important roman al literaturii catalane postbelice. Ambientată în cartierul barselonez Gràcia, cartea narează povestea Colometei, o femeie ca multe altele cărora războiul civil le distruge viața și speranțele. Piața Diamantuluie în același timp un roman istoric, psihologic și costumbrist. Epocii sale din Elveția aparțin și romanul El carrer de les camèlies(Strada cameliilor-1966)precum și compilația se povestiri La meva Cristina i altres contes(Cristina mea și alte povestiri-1967).
În 1972 se întoarce în Catalunia, după moartea iubitului său în Viena.Împreună cu Carme Manrubia și Susina Amat, două prietene din epoca în care muncea în Comisariatul de Propagandă, se instalează în vila Manrubia din Romanyà de la Selva(în provincia Girona).Aici termină cel mai ambițios roman al său, Mirall trencat(Oglinda spartă-1974)și culegerea de povestiri Viatges i flors(Călătorii și flori-1980). Ultimul său roman,Quanta, quanta guerra...(Doamne,cît război...)se va publica în 1980. În acest an i se înmîneaza Premiul de Onoare al Literelor Catalane Rodoreda abandonează vila Manrubia în care elaborase ultimele trei opere și se mută într-o casă pe care și-o construiește chiar în Romanyà, lînga Manrubia. Începe să scrie La mort i la primavera(Moartea și primăvara-1985), roman ce rămâne neterminat. Rodoreda moare în Girona, la 75 de ani, victimă a unui cancer, în 1983. Respectându-i-se voința, este îngropată în cimitirul din Romanyà de la Selva.
Biblioteca din Platja d'Aro primește numele său.

## Opera

### Cele mai importante opere
- Aloma (1938)
- Vint-i-dos contes (1958)
- La plaça del diamant(1962)
- El carrer de les camèlies (1966)
- Jardí vora el mar (1967)
- Mirall Trencat (1974)
- Semblava de seda i altres contes (1978)
- Quanta, quanta guerra... (1980)
- La mort i la primavera (1986)